# Scleria khasiana
Scleria khasiana är en halvgräsart som beskrevs av Johann Otto Boeckeler. Scleria khasiana ingår i släktet Scleria och familjen halvgräs.
Artens utbredningsområde är Assam (Indien). Inga underarter finns listade i Catalogue of Life.